# كوليكورفينو
كوليكورفينو (بالإيطالية: Collecorvino)‏ هي بلدية في مقاطعة بسكارا في إقليم أبروتسو الإيطالي.

## السكان
في سنة 1861 بلغ عدد السكان 2٬843 نسمة، وتطور العدد ليصل في سنة 2011 لـ 5٬908 نسمة.
يظهر هذا المخطط البياني تطور النمو السكاني لـ كوليكورفينو